# Paravauxit
Paravauxit ist ein selten vorkommendes Mineral aus der Mineralklasse der „Phosphate, Arsenate und Vanadate“. Es kristallisiert im triklinen Kristallsystem mit der chemischen Zusammensetzung Fe2+Al2[OH|PO4]2·8H2O und entwickelt dicktafelige bis kurzprismatische Kristalle, aber auch parallel- bis radialstrahlige Mineral-Aggregate, die entweder farblos oder von grünlichweißer Farbe sind.

## Etymologie und Geschichte
Benannt wurde das Mineral in Bezug auf seine nahe Verwandtschaft mit Vauxit.
Erstmals entdeckt wurde Paravauxit 1922 in der „Siglo Veinte Mine“ (Llallagua Mine) bei Llallagua in Bolivien und beschrieben durch Samuel George Gordon (1897–1953) der als weitere neue Minerale dieser Fundstätte auch den Vauxit und den Metavauxit beschrieb.

## Klassifikation
In der mittlerweile veralteten, aber noch gebräuchlichen 8. Auflage der Mineralsystematik nach Strunz gehörte der Paravauxit zur Mineralklasse der „Phosphate, Arsenate und Vanadate“ und dort zur Abteilung der „Wasserhaltigen Phosphate mit fremden Anionen“, wo er zusammen mit Ferrolaueit, Gordonit, Laueit, Mangangordonit, Sigloit und Ushkovit die nach ihm benannte „Paravauxit-Gruppe“ mit der System-Nr. VII/D.10 bildete.
Die seit 2001 gültige und von der International Mineralogical Association (IMA) verwendete 9. Auflage der Strunz’schen Mineralsystematik ordnet den Paravauxit ebenfalls in die Klasse der „Phosphate, Arsenate und Vanadate“ und dort in die Abteilung der „Phosphate usw. mit zusätzlichen Anionen; mit H2O“ ein. Diese Abteilung ist allerdings weiter unterteilt nach der Größe der beteiligten Kationen sowie dem Verhältnis der zusätzlichen Anionen zum Kationenkomplex RO4, so dass das Mineral entsprechend seiner Zusammensetzung in der Unterabteilung „Mit ausschließlich mittelgroßen Kationen; (OH usw.) : RO4 = 1 : 1 und < 2 : 1“ zu finden ist, wo es zusammen mit Ferrolaueit, Gordonit, Maghrebit, Kastningit, Mangangordonit, Laueit, Pseudolaueit, Sigloit, Stewartit und Ushkovit die „Laueit-Gruppe“ mit der System-Nr. 8.DC.30 bildet.
Auch die vorwiegend im englischen Sprachraum gebräuchliche Systematik der Minerale nach Dana ordnet den Paravauxit in die Klasse der „Phosphate, Arsenate und Vanadate“ und dort in die Abteilung der „Wasserhaltigen Phosphate etc., mit Hydroxyl oder Halogen“ ein. Hier ist er zusammen mit Vauxit, Sigloit, Gordonit, Mangangordonit, Kastningit und Maghrebit in der „Vauxit-Gruppe“ mit der System-Nr. 42.11.14 innerhalb der Unterabteilung der „Wasserhaltigen Phosphate etc., mit Hydroxyl oder Halogen mit (AB)4(XO4)3Zq × x(H2O)“ zu finden.

## Kristallstruktur
Paravauxit kristallisiert triklin in der Raumgruppe P1 (Raumgruppen-Nr. 2) mit den Gitterparametern a = 5,23 Å; b = 10,54 Å; c = 6,96 Å; α = 106,9°; β = 110,8° und γ = 72,1° sowie eine Formeleinheit pro Elementarzelle.

## Modifikationen und Varietäten
Die Verbindung Fe2+Al2[OH|PO4]2 · 8 H2O ist dimorph, das heißt, sie kristallisiert neben dem triklinen Paravauxit noch als monokliner Metavauxit.

## Bildung und Fundorte
Paravauxit bildet sich durch hydrothermale Vorgänge in Zinn-Adern. Dort tritt es in Paragenese mit Vauxit, Metavauxit, Wavellit, Sigloit, Crandallit, Childrenit und Quarz auf.
Außer an seiner Typlokalität, der „Siglo Veinte Mine“ (Llallagua Mine) bei Llallagua in Bolivien, konnte Paravauxit noch bei Waidhaus (Bayern) und Horscha (Sachsen) in Deutschland; Sabugal in Portugal; sowie bei Groton (New Hampshire), Kings Mountain (North Carolina) und Bessemer City (North Carolina) nachgewiesen werden (Stand: 2009).